# Conner Henry
Conner David Henry  (Claremont, California, 21 de julio de 1963)  es un exjugador y entrenador de baloncesto estadounidense. Con 2.00 de estatura, jugaba en la posición de alero.

## Estadísticas de su carrera en la NBA

### Temporada regular
| Año     | Equipo     | PJ | PT | MPP  | %TC  | %3P  | %TL  | RPP | APP | ROB | TPP | PPP |
| ------- | ---------- | -- | -- | ---- | ---- | ---- | ---- | --- | --- | --- | --- | --- |
| 1986–87 | Houston    | 18 | 0  | 5.1  | .242 | .091 | .700 | 0.4 | 0.4 | 0.2 | 0.0 | 1.3 |
| 1986–87 | Boston     | 36 | 0  | 6.4  | .369 | .387 | .588 | 0.8 | 0.8 | 0.2 | 0.0 | 2.7 |
| 1987–88 | Boston     | 10 | 0  | 8.1  | .393 | .375 | .900 | 1.0 | 1.2 | 0.1 | 0.1 | 3.4 |
| 1987–88 | Milwaukee  | 14 | 2  | 10.4 | .317 | .333 | .571 | 1.4 | 2.1 | 0.3 | 0.1 | 2.3 |
| 1987–88 | Sacramento | 15 | 0  | 13.8 | .469 | .484 | .867 | 1.3 | 1.7 | 0.5 | 0.2 | 7.8 |
| Total   | Total      | 93 | 2  | 8.1  | .378 | .379 | .757 | 0.9 | 1.1 | 0.2 | 0.1 | 3.3 |

### Playoffs
| Año     | Equipo | PJ | PT | MPP | %TC  | %3P  | %TL  | RPP | APP | ROB | TPP | PPP |
| ------- | ------ | -- | -- | --- | ---- | ---- | ---- | --- | --- | --- | --- | --- |
| 1986–87 | Boston | 11 | 0  | 3.2 | .500 | .200 | .500 | 0.5 | 0.0 | 0.0 | 0.0 | 2.0 |
| Total   | Total  | 11 | 0  | 3.2 | .500 | .200 | .500 | 0.5 | 0.0 | 0.0 | 0.0 | 2.0 |